# Padwjalikaje
Padwjalikaje (belarussisch Падвялікае, russisch Подвеликое) ist ein Dorf im Dzjanisauski Selsawjet, Rajon Dsjatlawa, Hrodsenskaja Woblasz, Belarus. PLZ - 231484. Nahe dem Dorf in einem Sumpfgebiet entspringt der 9 km lange Fluss Wautschanka, welcher als linker Zufluss in die Schtschara mündet. 1990 wurde in Padwjalikaje eine Pfarrei eröffnet und 1991 ein Kloster errichtet (Dekanat Dsjatlawa). In der Umgebung des Dorfes am Fluss Wautschanka liegen zwei künstliche Seen mit den Flächen 0,04 km² und 0,07 km².